# Idiostrangalia sozanensis
Idiostrangalia sozanensis là một loài bọ cánh cứng trong họ Cerambycidae.